# Daybreak Game Company
Daybreak Game Company (Tidigare Sony Online Entertainment), helägt amerikanskt dotterbolag till investmentbolaget Columbus Nova, med verksamhet inom datorspelutveckling för online-spel. Bland titlarna finns EverQuest, EverQuest 2, Star Wars Galaxies, Planetside, Vanguard - Saga of Heroes, men också flera konsoltitlar.